# Abidos (Egito)

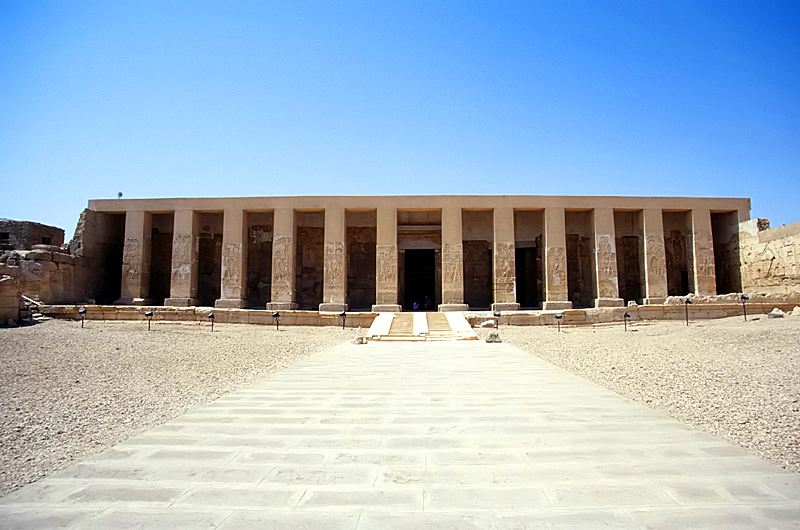
Templo de Seti I em Abidos

Abidos, Abido ou Abdju (em grego: Αβυδος; em egípcio antigo: Abedju, ȝbḏw; em árabe: أبيدوس) foi o lugar de enterro mais importante de Antigo Egito no início do período dinástico, deixando impressões de assentamento que remontam até o período pré-dinástico de Nacada I.
Com importância política desde a construção dos templos do faraó Seti I e posteriormente de seu filho Ramessés II, Abidos foi uma das províncias mais importantes durante a XIX dinastia e uma das cidades mais importantes do Alto Egito, junto com Tebas, Dendera, Assuã, Luxor, Carnaque e Abul-Simbel.
Abidos foi o centro religioso de maior veneração popular em Egito. O culto a Osíris, no que se produzia ritualmente a morte e a ressurreição do deus, atraía peregrinos de todos os cantos do país. Muita gente desejava participar nas cerimônias nas quais se fazia referência a passar por processos de dor e morte para depois ressurgir ou reviver num mundo e uma consciência completamente novos.
Na zona entre o templo de Osíris e os cemitérios, que se estendia 1,5 km aproximadamente ao sudoeste de Kom el-Sultan, até o templo de Seti I, os cemitérios são muitos mais extensos do que outros jazigos funerários locais. No Império Médio os faraós começaram a construir cenotáfios em Abidos, culminando na XIX dinastia com os templos de Seti I e Ramessés II. As atracções mais importante em Abidos são os templos de Seti I, Ramessés II, o de Osíris, e o Osireion, que se encontra por trás do templo de Seti I.